# Stoense
Stoense er en lille landsby mellem Snøde og Lohals på Nordlangeland. Den er bl.a. kendt for internationale kirkekoncerter, der afholdes af familien Steensen Leth.
"Stoense er nævnt første gang 1339 i formen Stugnes eller Stugnnes. Forleddet er en form af navneordet stoen, der betyder stub. Efterleddet er navneordet næs, som betyder stort kystfremspring".